# كارول فروست
كارول فروست (بالإنجليزية: Carol Frost)‏ هي كاتِبة وصحفية وشاعرة أمريكية، ولدت في 1948.